# Dejoneus
Dejoneus (także Ejoneus) – w mitologii greckiej syn Jona i Tulipy. Jego córką była Dia.
Został wrzucony przez Iksjona do dołu wypełnionego rozżarzonymi węglami, kiedy przybył po zapłatę za córkę, oddaną Iksjonowi za żonę.